# Hermann Péan

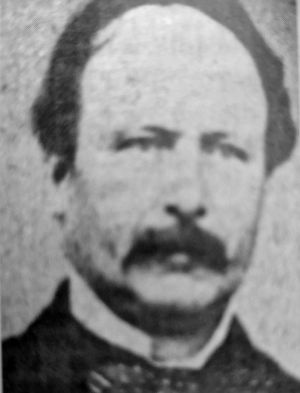
Hermann Péan

Anton Hermann Péan (* 19. Mai 1807 in Essen; † 15. Juli 1868 in Borbeck) war ein deutscher Politiker.

## Leben

### Familie
Hermann Péan war der Sohn französischer Emigranten, die sich dauerhaft im Stift Essen niederließen. Sein Vater war Dionysius Péan aus Chartres, der 1797 die aus Frohnhausen stammende Maria Hostenkamp heiratete. Er war Bäcker und Wirt und wohnte auf dem Hofterberg vor dem Steeler Tor, benannt nach dem alten Bauerngut Hof zum Berge. Hermann Péan hatte mit seiner Ehefrau fünf Kinder, darunter der 1840 geborene spätere Bürgermeister der Bürgermeisterei Altenessen, Ernst Péan. 1841 wurde ein weiterer Sohn geboren, der kurz nach der Geburt starb. 1843 folgte die Tochter Louise, die in Borbeck die Schule besuchte. 1845 wurde nochmal ein Sohn geboren, der im Alter von drei Jahren starb. 1849 folgte Sohn Eugenius Carl Anton Péan. Hermann Péan hatte mit Johann Aloys Eduard einen drei Jahre jüngeren Bruder und mit dem Borbecker Verwaltungssekretär Louis Péan einen weiteren.

### Bürgermeister in Borbeck
Hermann Péan war zunächst Büroassistent auf Probe am Landratsamt des Kreises Duisburg. Im September 1840 wurde er als Nachfolger von Ludwig Stock zum kommissarischen Verwalter der Bürgermeisterei Borbeck ernannt. Am 8. Oktober 1840 wurde er offiziell in das Amt eingeführt, das er 28 Jahre lang bis zu seinem Tod ausübte. 1843 und 1844 erhielt er öffentliche Anerkennungen für seine Verdienste im kommunalen Wegebau. Er führte eine Kommunal-Einkommensteuer für Betriebe ein, denn die Kosten für den Wegebau und die Bedürfnisse der Armen stiegen durch die Einwanderung von Arbeitskräften für die sich rasant ausdehnende Industrie in ungeahnte Höhen. Damit trugen nicht mehr allein die Bürger die kommunalen Lasten, sondern es wurden die Betriebe als Verursacher mit herangezogen. In einem Nachruf ist sein besonderes Verständnis für die Bedürfnisse der Armen genannt.
Péan litt in seinen letzten vier Lebensjahren an einer Krankheit, die in seiner Todesanzeige als langjähriges Brustleiden bezeichnet wird.

## Auszeichnung
- 1868: Königlich Preußischer Kronenorden 4. Klasse